# Tofua
Tofua ist eine Vulkaninsel in der Haʻapai-Gruppe der Tonga-Inseln und liegt im Pazifischen Ozean. Sie hat eine Fläche von 55,63 km² und gilt seit dem Jahr 2006 als unbewohnt.

## Geographie
Tofua und die 3,4 Kilometer weiter nordöstlich liegende Insel Kao gehören zusammen mit den restlichen Haʻapai-Inseln zum Königreich Tonga. Innerhalb der Haʻapai-Gruppe liegen die beiden im Verhältnis relativ großen Inseln im Nordwesten. Die Wassertiefe zwischen Tofua und Kao beträgt je nach Quelle etwa 400 Meter oder ungefähr zweitausend Meter.
Der Großteil der Insel ist als Tofua-Nationalpark geschützt.
Geologie
Die Caldera des Vulkans mit steil abfallenden Wänden hat einen Durchmesser von fünf Kilometern und enthält einen Süßwassersee, dessen Spiegel circa 30 Meter über dem Meeresspiegel liegt. Am Nordufer des Caldera-Sees bildeten sich später drei Vulkankegel die in historischer Zeit mehrfach aktiv waren: 1774, 1792, 1845, 1847, 1854, 1885, 1906, 1958 bis 1960, 1993 (nicht gesichert), 2004 bis 2014 sowie seit Oktober 2015 bis in die Gegenwart (2025) anhaltend. Im derzeit aktiven Lofia Krater hat sich ein Lavasee gebildet, der hauptsächlich Lavabomben eruptiert. Der höchste Punkt der Insel mit einer Höhe von 515 Metern befindet sich am Rand der Caldera.

## Geschichte
James Cook segelte 1774 zwischen Tofua und dem untätigen Vulkan Kao hindurch, landete jedoch nicht.
Am 28. April 1789 war William Bligh der erste Europäer, der die Insel betrat. Er erreichte Tofua am gleichen Tag, an dem er zusammen mit 18 loyalen Seeleuten von der Bounty ausgesetzt worden war (die sog. „Meuterei auf der Bounty“), und blieb vier Tage, um sich mit Proviant einzudecken. Da er mit den feindlich gesinnten Einheimischen nicht handelseinig wurde, ergriff er am 3. Mai 1789 die Flucht. Dabei wurde einer der Männer, John Norton (Rudergänger an Bord der Bounty), mit Steinen erschlagen.
2008 lebte der Schweizer Profi-Snowboarder und Abenteurer Xavier Rosset 300 Tage lang eremitisch auf der unbewohnten Insel, nach eigenen Angaben als Selbstversuch zur Selbstfindung. Als Ausrüstung hatte er nur ein Satellitentelefon, über welches er auch mit einem Arzt kommunizieren konnte, eine Machete, ein Taschenmesser, ein Feuerzeug, ein Erste-Hilfe-Set und eine Kamera nebst Solarpanel zum Aufladen der Akkus dabei.

## Wirtschaft und Infrastruktur
Tofua ist nicht mehr bewohnt, wird aber landwirtschaftlich für den Kava-Anbau genutzt. Die wenigen Männer, die sich zu diesem Zweck gelegentlich auf der Insel aufhalten, benutzen die Hütten des verlassenen Dorfes Manaka an der Ostküste der Insel als Unterkunft. Weitere Siedlungen auf der Insel waren Hotaʻane im Westen und Hokula im Norden. Zur Volkszählung 1996 wurden noch fünf Menschen gezählt, seit 2006 jedoch gilt die Insel als unbewohnt.